# Francis De Greef
Francis De Greef (* 2. Februar 1985 in Rumst) ist ein ehemaliger belgischer Radrennfahrer.
Francis De Greef begann seine internationale Karriere 2005 bei dem belgischen Continental Team Bodysol-Win for Life-Jong Vlaanderen. In seinem ersten Jahr dort gewann er das Eintagesrennen Flèche Ardennaise. In der Saison 2007 gewann De Greef die Gesamtwertung der Volta a Lleida und wurde belgischer U23-Meister im Einzelzeitfahren.
Zur Saison 2008 wechselte De Greef zum ProTeam Silence-Lotto und bestritt mit dem Giro d’Italia seine erste Grand Tour, die er als 40. der Gesamtwertung beendete. Er entwickelte sich zu einem Spezialisten für die dreiwöchigen Etappenrennen und beendete den Giro d’Italia 2009 als 17., 2010 als 21., 2011 als 23.,  2012 als 19. und  2013 als 21. sowie die Vuelta a España 2009 als 21.
In den letzten beiden Jahren seiner Karriere, 2014 und 2015, fuhr De Greef für das Professional Continental Team Wanty-Groupe Gobert.

## Erfolge
2005
- Flèche Ardennaise

2007
- Gesamtwertung und eine Etappe Volta a Lleida
- Belgischer Meister – Einzelzeitfahren (U23)

## Grand Tour Gesamtwertung
| Grand Tour            | 2008 | 2009 | 2010 | 2011 | 2012 | 2013 |
| --------------------- | ---- | ---- | ---- | ---- | ---- | ---- |
| Giro d’ItaliaGiro     | 40   | 17   | 21   | 23   | 19   | 21   |
| Tour de FranceTour    | −    | −    | 70   | −    | 102  | −    |
| Vuelta a EspañaVuelta | −    | 21   | −    | 29   | −    | 41   |